# Jalen Hurts
Pour les articles homonymes, voir Hurts.
(en) Statistiques sur pro-football-reference
Jalen Alexander Hurts, né le 7 août 1998 à Houston, est un sportif professionnel américain de football américain jouant au poste de quarterback dans la National Football League (NFL) depuis la saison 2020.
Au niveau universitaire, il joue trois saisons avec le Crimson Tide de l'Alabama où il remporte le titre universitaire en 2018 et une saison avec les Sooners de l'Oklahoma.
Jalen Hurts est ensuite sélectionné au deuxième tour de la draft 2020 de la NFL par la franchise des Eagles de Philadelphie où il devient titulaire dès la fin de son année rookie. Hurts remporte avec les Eagles le Super Bowl LIX le 9 février 2025 en battant 40 à 22 les Chiefs de Kansas City. A l'issue du match, il en est désigné le MVP.

## Biographie

### Sa jeunesse
Hurts étudie à la Channelview High School (en) de Channelview au Texas. Il y joue au football américain sous les ordres de son père Averion qui y était entraîneur.
Lors de son année senior, il gagne 2 384 yards et inscrit 26 touchdowns à la passe mais également 1 391 yards et 25 touchdowns à la course. Il est sélectionné dans la seconde équipe de son district au terme de son année sophomore et est désigné MVP de son district lors de son année junior. Au terme de ses années lycéennes, il est considéré comme un des meilleurs quarterback double menace de la classe 2016. Bien que fortement convoité par l'université A&M du Texas, Hurts s'engage avec l'Université de l'Alabama le 5 juin 2015 où il était désiré par les coordinateurs défensif Bo Davis (en) et offensif Lane Kiffin.
En plus du football américain, Hurts y pratique également le powerlifting.

### Carrière universitaire

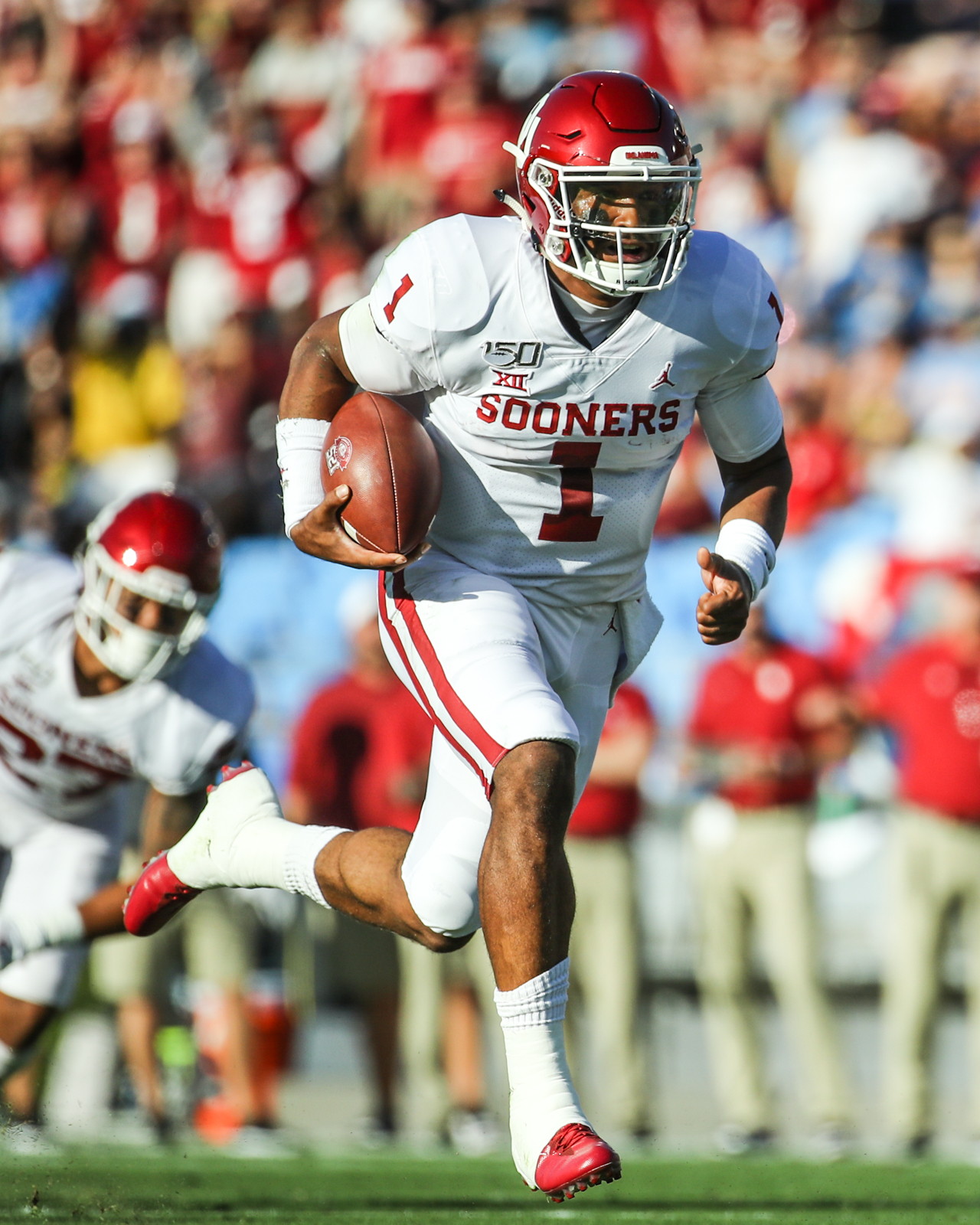
Jalen Hurts sous le maillot des Sooners de l'Oklahoma en 2019.

Arrivé en 2016 au Crimson Tide de l'Alabama, Jalen Hurts gagne le poste de quarterback dès sa première saison et mène l'attaque de l'équipe jusqu'en finale universitaire perdue 31 à 35 contre les Tigers de Clemson. La saison suivante, il devient champion national en battant en prolongation, les Bulldogs de la Géorgie sur le score de 26 à 23. Il participe également à la finale nationale de la saison 2018 mais comme remplaçant du QB Tua Tagovailoa mais Alabama perd celle-ci 16 à 44 contre Clemson.
Après avoir joué trois saisons pour l'Alabama, Jalen Hurts rejoint les Sooners de l'Oklahoma en janvier 2019 pour sa dernière saison universitaire. Déjà diplômé en communication de l'université de l'Alabama, le joueur est immédiatement éligible à jouer et reste concentré sur le football américain. Il perd en demi-finale nationale de la saison 2019 contre les Tigers de LSU sur le score de 28 à 63.

### Carrière professionnelle

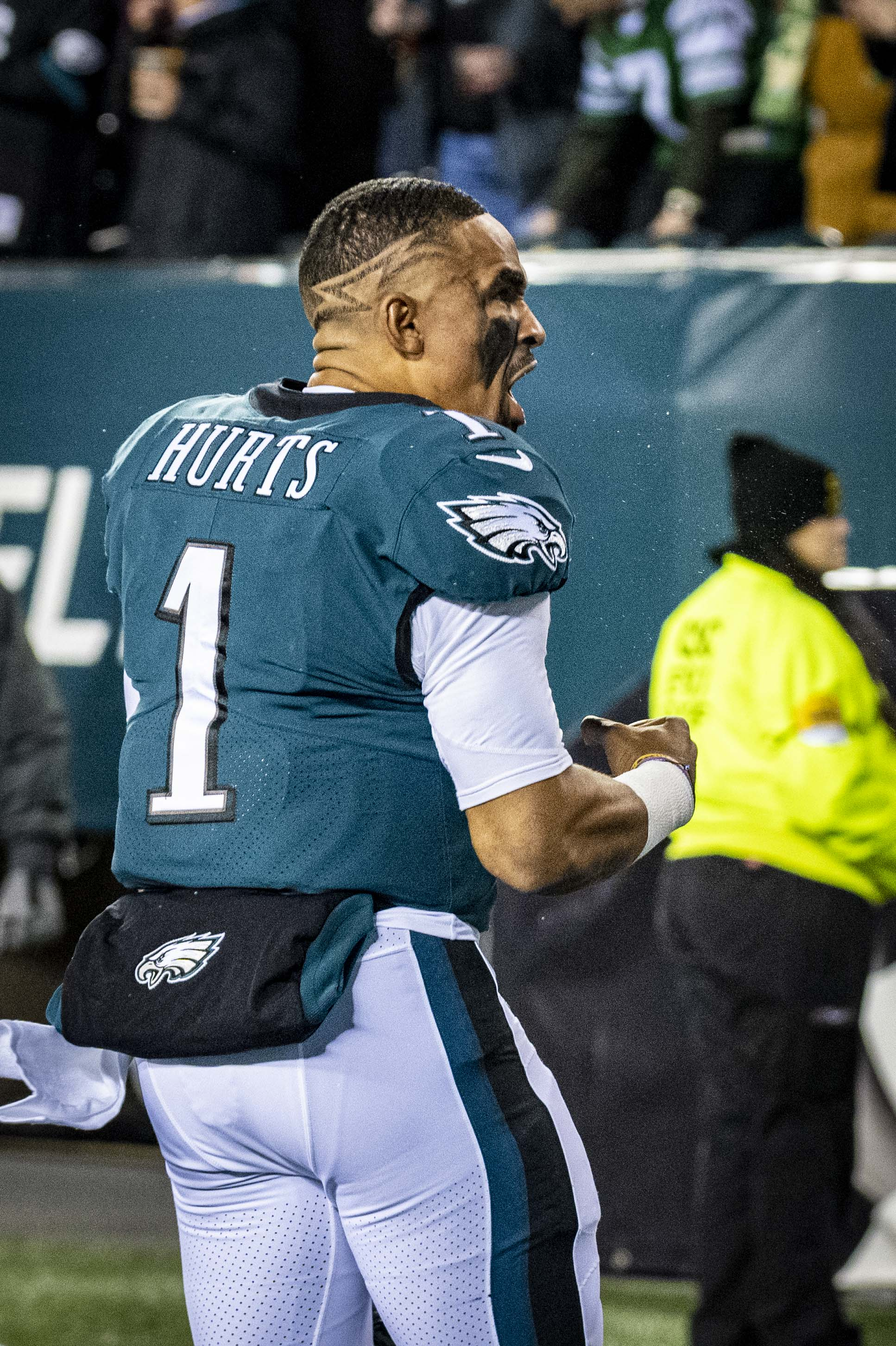
Jalen Hurts sous le maillot des Eagles en décembre 2021.

#### Draft
Jalen Hurts est sélectionné par les Eagles de Philadelphie en 53e choix lors du deuxième tour de la draft 2020 de la National Football League (NFL).

#### Saison 2020
Remplaçant de Carson Wentz en début de saison 2020, Hurts est appelé à jouer plus tôt qu'attendu à la suite des difficultés de son coéquipier. Il termine la saison avec les promesses d'un joueur mobile à la course mais imprécis avec seulement 52% de passes réussies.

#### Saison 2021
Après ses neuf touchdowns inscrits en 2020, Jalen Hurts est désigné titulaire au poste de quarterback des Eagles pour la saison 2021, année de reconstruction pour l'équipe avec l'arrivée de nombreux jeunes joueurs dont DeVonta Smith, vainqueur du trophée Heisman.

#### Saison 2022
En préparation de la saison 2022, Jalen Hurts travaille pendant deux mois avec des entraîneurs spécifiques sur sa mécanique de passe, se concentrant sur son jeu de jambes et son geste de lancer. Dans sa dernière année de contrat avec les Eagles, le quarterback obtient le renfort du wide receiver A. J. Brown, son ami recruté des Titans du Tennessee. La connexion entre les deux joueurs est efficace dès le premier match de la saison, Hurts visant Brown notamment à treize reprises lors de la victoire contre les Lions de Détroit. Il est désigné meilleur joueur offensif du mois de septembre en NFC ce qui n'était plus arrivé pour sa franchise depuis la saison 2017. Après la victoire 29 à 17 contre Houston, il est le premier quarterback des Eagles à atteindre un bilan provisoire de 8 victoires sans défaite. En 12e semaine, lors de la victoire 40 à 33 contre Green Bay, il gagne 157 yards à la course en plus des 153 yards et des deux touchdowns à la passe, devenant le premier joueur à gagner plus de 150 yards tant à la course qu'à la passe en ayant inscrits plus d'un touchdown sur un match. Cette performance lui vaut d'être désigné meilleur joueur offensif de la semaine en NFC.
Le semaine suivante, contre Tennessee, il gagne 380 yards à la passe et inscrits 4 touchdowns (dont trois à la passe) et devient le premier quarterback des Eagles à gagner, en un match, plus de 350 yards et à inscrire 3 touchdowns à la passe et 1 à la course.
Hurts se foule l'épaule utilisée pour les lancers en 15e semaine et rate les deux matchs suivants. Il joue et gagne le dernier match de la saison régulière qu'il termine avec un bilan personnel de 14 victoires pour 1 défaite, 35 touchdons, six interceptions, 3 701 yards à la passe et une évaluation quarterback de 101,5. Avec ses 35 touchdowns inscrits (22 à la passe et 13 à la course), il égale le record de la franchise du plus grand nombre de touchdowns inscrits sur une saison régulière détenu par Randall Cunningham.
Hurts est récompensé de sa saison par une première sélection au Pro Bowl et est sélectionné dans la deuxième équipe All-Pro. Le 25 janvier 2023 il fait partie des cinq finaliste pour le trophée du meilleur joueur de la NFL (MVP).
Après la victoire 38 à 7 du 21 janvier 2023 contre les Giants de New York en tour de Division et la victoire 31 à 7 en finale de conférence NFC contre les 49ers de San Francisco, Hurts qualifie son équipe pour le Super Bowl LVII disputé contre les Chiefs de Kansas City. Lors de ce match, Hurts gagne 304 yards et inscrit un touchdown à la passe ainsi que70 yards et trois autres touchdowns à la course, soit le plus grand nombre de yards gagnés et de touchdowns inscrits à la course par un quarterback de l'histoire du Super Bowl. Ses trois touchdowns et une conversion à deux points égalisent le record du plus grand nombre de points inscrits dans un Super Bowl (20 points). Cependant il commet également un fumble qui est retourné en touchdown par Nick Bolton des Chiefs lors du deuxième quart temps. I tente une passe Hail Maryee lors du dernier jeu qui est trop courte ce qui donne la victoire aux Chiefs 38 à 35,,.

#### Saison 2023
Le 17 avril 2023, Jalen Hurts signe une extension de contrat de cinq ans pour un montant de 255 million de $ dont 180 garantis soit 50 millions par an, ce qui fait de Hurts le joueur le mieux payé de l'histoire de la NFL. L'accord inclut une clause d'interdiction d'échange (no trade), une première dans l'histoire des Eagles.

## Statistiques
| Année       | Équipe                    | Statut      | MJ |         | Passes   | Passes | Passes | Passes | Passes | Passes | Passes  |       | Courses | Courses | Courses | Courses |
| Année       | Équipe                    | Statut      | MJ | Tentées | Réussies | Pct.   | Yards  | TD     | Int.   | Éval.  | Tentées | Yards | Moy.    | TD      |         |         |
| 2016        | Crimson Tide de l'Alabama | Fr.         | 15 | 382     | 240      | 62,8   | 2 780  | 23     | 9      | 139,1  | 191     | 0954  | 5,0     | 13      |         |         |
| 2017        | Crimson Tide de l'Alabama | So.         | 14 | 254     | 154      | 60,6   | 2 081  | 17     | 1      | 150,7  | 154     | 0855  | 5,6     | 08      |         |         |
| 2018        | Crimson Tide de l'Alabama | Jr.         | 15 | 070     | 051      | 72,9   | 0765   | 08     | 2      | 202,4  | 036     | 0186  | 5,2     | 02      |         |         |
| 2019        | Sooners de l'Oklahoma     | Sr.         | 14 | 340     | 237      | 69,7   | 3 851  | 32     | 8      | 191,2  | 233     | 1 298 | 6,5     | 20      |         |         |
| Totaux NCAA | Totaux NCAA               | Totaux NCAA | 58 | 1 046   | 682      | 65,1   | 9 477  | 80     | 20     | 1626   | 614     | 3 274 | 5,33    | 43      |         |         |

| Taille             | Poids           | Bras           | Main          | Sprint   | Sprint   | Sprint   | Shuttle 20 yards | 3 cones drill | Détente       | Détente             | Développé couché | Test Wonderlic |
| Taille             | Poids           | Bras           | Main          | 40 yards | 10 yards | 20 yards | Shuttle 20 yards | 3 cones drill | verticale     | horizontale         | Développé couché | Test Wonderlic |
| 1,85 m (6 ft 1 in) | 101 kg (222 lb) | 80 cm (31¾ in) | 25 cm (9¾ in) | 4,59 s   | 1,60 s   | 2,65 s   | -                | -             | 89 cm (35 in) | 318 cm (10 ft 5 in) | -                | 21             |

| Année  | Équipe                 | MJ |                | Passes         | Passes         | Passes         | Passes         | Passes         | Passes         | Passes         |                | Courses        | Courses        | Courses | Courses |     | Sacks  | Sacks |  | Fumbles | Fumbles |
| Année  | Équipe                 | MJ | Tentées        | Réussies       | Pct.           | Yards          | TD             | Int.           | Éval.          | Tentées        | Yards          | Moy.           | TD             | Nb.     | Yards   | Nb. | Perdus |       |  |         |         |
| 2020   | Eagles de Philadelphie | 15 | 148            | 077            | 52,0           | 1 359          | 06             | 04             | 077,6          | 063            | 354            | 5,4            | 03             | 13      | 59      | 9   | 2      |       |  |         |         |
| 2021   | Eagles de Philadelphie | 15 | 432            | 265            | 61,3           | 3 144          | 16             | 09             | 087,2          | 139            | 784            | 5,6            | 10             | 26      | 150     | 9   | 2      |       |  |         |         |
| 2022   | Eagles de Philadelphie | 15 | 460            | 306            | 66,5           | 3 701          | 22             | 06             | 101,5          | 165            | 760            | 4,6            | 13             | 38      | 231     | 9   | 2      |       |  |         |         |
| 2023   | Eagles de Philadelphie | 17 | 538            | 352            | 65,4           | 3 858          | 23             | 15             | 089,1          | 157            | 605            | 3,9            | 15             | 36      | 222     | 9   | 5      |       |  |         |         |
| 2023   | Eagles de Philadelphie | 15 | 361            | 248            | 68,7           | 2 903          | 18             | 05             | 103,7          | 150            | 630            | 4,2            | 14             | 38      | 271     | 9   | 5      |       |  |         |         |
| 2025   | Eagles de Philadelphie | ?  | Saison à venir | Saison à venir | Saison à venir | Saison à venir | Saison à venir | Saison à venir | Saison à venir | Saison à venir | Saison à venir | Saison à venir | Saison à venir | ?       | ?       | ?   | ?      |       |  |         |         |
| Totaux | Totaux                 | 77 | 1 939          | 1 248          | 64,4           | 14 867         | 85             | 39             | 093,5          | 674            | 3 133          | 4,6            | 55             | 151     | 933     | 45  | 16     |       |  |         |         |

| Année  | Équipe                 | MJ |         | Passes   | Passes | Passes | Passes | Passes | Passes | Passes  |       | Courses | Courses | Courses | Courses |     | Sacks  | Sacks |  | Fumbles | Fumbles |
| Année  | Équipe                 | MJ | Tentées | Réussies | Pct.   | Yards  | TD     | Int.   | Éval.  | Tentées | Yards | Moy.    | TD      | Nb.     | Yards   | Nb. | Perdus |       |  |         |         |
| 2021   | Eagles de Philadelphie | 1  | 23      | 43       | 53,5   | 258    | 1      | 2      | 060,0  | 08      | 039   | 4,9     | 0       | 02      | 014     | 1   | 0      |       |  |         |         |
| 2022   | Eagles de Philadelphie | 3  | 58      | 87       | 66,7   | 579    | 3      | 0      | 096,9  | 35      | 143   | 4,1     | 5       | 04      | 08      | 2   | 1      |       |  |         |         |
| 2023   | Eagles de Philadelphie | 1  | 25      | 35       | 71,4   | 250    | 1      | 0      | 100,9  | 01      | 05    | 5,0     | 0       | 03      | 016     | 0   | 0      |       |  |         |         |
| 2024   | Eagles de Philadelphie | 4  | 65      | 91       | 71,4   | 726    | 5      | 1      | 108,6  | 34      | 194   | 5,7     | 5       | 13      | 100     | 1   | 0      |       |  |         |         |
| Totaux | Totaux                 | 9  | 171     | 256      | 66,8   | 1 813  | 10     | 3      | 95,4   | 78      | 381   | 4,9     | 10      | 22      | 138     | 4   | 1      |       |  |         |         |

| Saison     | 2020 | 2021 | 2022 | 2023 | 2024 | 2025 |
| Classement | -    | -    | -    | 3e   | 15e  | ?    |